# Balići I
Balići I – wieś w Chorwacji, w żupanii istryjskiej, w gminie Žminj. W 2011 roku liczyła 62 mieszkańców.